# Powerful
„Powerful” – drugi singel z trzeciego albumu studyjnego projektu muzycznego Major Lazer Peace Is the Mission. W utworze gościnnie występują brytyjska wokalistka Ellie Goulding i jamajski wokalista reggae Tarrus Riley. Singel zdobył status złotej płyty w Australii i we Włoszech.

## Teledysk
Teledysk do utworu „Powerful” pojawił się 23 lipca 2015 w serwisie YouTube. Akcja Teledysku rozgrywa się w restauracji. Pojawiają się w nim Goulding i Riley, a także członkowie Major Lazer (na ekranie telewizora).

## Lista utworów
- ; Digital download

1. „Powerful” (featuring Ellie Goulding & Tarrus Riley) – 3:26

- ; Powerful (Remixes)[4]

1. „Powerful” (featuring Ellie Goulding & Tarrus Riley) – 3:26
2. „Powerful” (featuring Ellie Goulding & Tarrus Riley) [With You. & GITCHII Remix] – 4:05
3. „Powerful” (featuring Ellie Goulding & Tarrus Riley) [Gregor Salto Remix] – 4:35
4. „Powerful” (featuring Ellie Goulding & Tarrus Riley) [Michael Calfan Remix] – 5:27
5. „Powerful” (featuring Ellie Goulding & Tarrus Riley) [BOXINBOX & LIONSIZE Remix] – 3:49
6. „Powerful” (featuring Ellie Goulding & Tarrus Riley) [G – Buck Remix] – 4:07

## Notowania na listach
| Lista                                      | Najwyższa pozycja |
| ------------------------------------------ | ----------------- |
| Australia (Top 50 Singles)                 | 7                 |
| Australia (ARIA Dance)                     | 1                 |
| Austria (Ö3 Austria Top 40)                | 55                |
| Belgia (Flandria) (Ultratop 50 Singles)    | 30                |
| Belgia (Wallonia) (Ultratop 50 Singles)    | 33                |
| Czechy (Singles Digital – Top 100)         | 10                |
| Dania (Track Top-40)                       | 39                |
| Francja (Top 200 Singles)                  | 78                |
| Niemcy (Top 100 Singles)                   | 90                |
| Węgry (Single (track) Top 40 lista)        | 31                |
| Irlandia (Top 50 Singles)                  | 77                |
| Włochy (Top 20 Singles)                    | 31                |
| Holandia (Dutch Top 40)                    | 31                |
| Holandia (Single Top 100)                  | 73                |
| Nowa Zelandia (Top 40 Singles)             | 20                |
| Polska (AirPlay – Top)                     | 7                 |
| Szkocja (Top 40 Scottish)                  | 93                |
| Słowacja (Singles Digital)                 | 50                |
| Szwajcaria (Singles Top 100)               | 53                |
| Wielka Brytania (Top 40 Indie Singles)     | 3                 |
| Wielka Brytania (Singles Top 100)          | 54                |
| Stany Zjednoczone (Hot 100)                | 83                |
| Stany Zjednoczone (Pop Songs)              | 22                |
| Stany Zjednoczone (Dance/Electronic Songs) | 9                 |

### Notowania na koniec roku
| Lista (2015)     | Pozycja |
| ---------------- | ------- |
| Australia (ARIA) | 68      |
| Polska (ZPAV)    | 43      |

## Certyfikaty
| Lista                | Pozycja         | Sprzedaż |
| -------------------- | --------------- | -------- |
| Australia (ARIA)     | Platynowa płyta | 70 000   |
| Włochy (FIMI)        | Platynowa płyta | 50 000   |
| Nowa Zelandia (RMNZ) | Złota płyta     | 7500     |